# Strandvænget-sagen
Strandvænget-sagen handler om omsorgssvigt over for de udviklingshæmmede bebeoere på institutionen Strandvænget i Nyborg. Institutionen, der har 158 beboere, drives af Region Syddanmark.

## Afsløringerne
I dokumentarudsendelsen "Er du åndssvag?", sendt 13. februar 2007 på TV 2, blev det ved hjælp af et skjult kamera monteret på journalisten Adam Dyrvig Tatt, som i efteråret 2006 havde fået ansættelse som ferieafløser på stedet, vist, hvordan personalet på Strandvængets afdeling 17 behandlede beboerne. 
På billederne ser man en usædvanlig hård og kynisk omgangstone over for beboerne, ligesom personalet i meget ringe omfang yder omsorg for beboerne. Blandt andet får en beboer lov til at sidde i dagligstuen og slå sig selv i hovedet uden at personalet griber ind. Medarbejderne er mere optaget af at drikke kaffe, se tv og føre samtaler med hinanden end at tage vare på stedets beboere, som ikke har noget sprog og dermed må kommunikere ved hjælp af deres handlinger og bevægelser. Direkte adspurgt siger en af de fastansatte, at hun er ligeglad med, om beboernes handleplaner bliver opfyldt, ligesom hun heller ikke gider lave aktiviteter med beboerne. Både stedets eget værdigrundlag og mission samt Lov om Social Service bliver klart overtrådt.
Lederen af bostedet, Dorrit West, afviser i lighed med Region Syddanmarks socialdirektør Anders Møller Jensen, at dokumentaren tegner et retvisende billede af forholdene på Strandvænget. Dog har Dorrit West udtalt, at hun er opmærksom på, at der blandt medarbejderne på Strandvænget kan opstå en forråelse.

## Efterspillet
Region Syddanmark meddelte samme dag som dokumentaren blev sendt, at man overvejede at indbringe sagen for Pressenævnet på grund af de skjulte optagelser. Det kom også frem, at socialminister Eva Kjer Hansen (V) ville kræve en redegørelse som skulle afdække, hvordan Strandvængets ledelse vil gøre forholdene bedre. SF og De Radikale krævede desuden en redegørelse fra ministeren, mens Dansk Folkepartis Birthe Skaarup ville kalde ministeren i samråd.
14. februar meddelte de udviklingshæmmedes landsforening, LEV, at de havde meldt personalet på Strandvænget til politiet for ulovlig frihedsberøvelse, vold og særdeles truende adfærd samt for at overtræde Straffelovens §250, der fastslår, at det er strafbart at efterlade folk i hjælpeløs tilstand.
Regionsrådet i Syddanmark forlangte 15. februar en redegørelse om forholdene på Strandvænget og regionens øvrige sociale institutioner. Samme dag kom det frem, at en tidligere ansat havde advaret Fyns Amt, der drev og førte tilsyn med Strandvænget frem til 31. december 2006, om forholdene på bostedet allerede i 2006 –, men amtet gjorde intet. 
16. februar oplyste Nyborg Politi, at Dorrit West af en borger var blevet politianmeldt for skødesløshed.
De fire medarbejdere, som ses sløret i udsendelsen, var efter udsendelsen sygemeldt, og
den 21. februar meddelte Region Syddanmarks formand, Carl Holst, at de fire medarbejdere var blevet fyret.
På et møde i Region Syddanmarks forretningsudvalg 28. februar blev det besluttet at indlede en afskedigelsessag mod Dorrit West.
Region Syddanmark besluttede i februar 2009, at institutionerne Strandvænget og Østerhuse i Nyborg skulle splittes op, så de fremover ville udgøre fire institutioner med hver sin ledelse.